# Burnage
Burnage är en stadsdel i Manchester i distriktet City of Manchester i grevskapet Greater Manchester, England, Storbritannien. Den ligger cirka 6,4 km söder om Manchesters centrum mellan Withington i väster, Heaton Chapel i öster och Heaton Mersey i söder.
Bröderna Liam och Noel Gallagher, medlemmar av Oasis, är födda och uppväxta i stadsdelen.
Burnage var en civil parish 1866–1910 när blev den en del av South Manchester. Civil parish hade 1 892 invånare år 1901.